# 金建敷
金建敷（韓語：김건부，2001年6月18日—，游戏ID：Canyon），韩国《英雄联盟》电子竞技运动员，現效力於Gen.G擔任打野选手。英雄联盟2020赛季全球总决赛冠军成员兼FMVP选手。

## 生平
2018年9月13日，加入Damwon Gaming開始了職業生涯。
2020年10月31日，於英雄联盟全球总决赛取得世界大賽冠軍。
2021賽季結束後，成為自由選手。
2022賽季DWG KIA續約。
2024賽季加入Gen.G。
2024年5月19日，於英雄聯盟季中邀請賽取得季中邀請賽冠軍。